# 涂鸦冒险家 无限
《涂鸦冒险家 无限》是由5th Cell开发，華納兄弟互動娛樂在任天堂3DS、Wii U、Microsoft Windows、IOS和Android平台发行的一款益智沙盒电子游戏。2012年6月5日，该作在任天堂的2012年E3游戏展新闻发布会上公布。这是《涂鸦冒险家》系列第四款游戏。